# Mark Staff Brandl

Mark Staff Brandl

Mark Staff Brandl (* 1955 in Peoria (Illinois)) ist ein Künstler, Kunsthistoriker, Kunstphilosoph und emeritierter Dozent der Kunstschule Liechtenstein und der Schule für Gestaltung St. Gallen. 

## Leben
Brandl zählt zu den Künstlern der „Mongrel Art“ / „Mischlingskunst“. Er kam 1955 in der Nähe von Chicago zur Welt und hat lange Zeit dort gelebt. Seine Ausbildung in Kunst, Kunstgeschichte und Literaturtheorie machte er an der University of Illinois (BFA), an der Illinois State University (Masters), der Columbia Pacific University (MA) und an der Universität Zürich (PhD) unter Philip Ursprung. Brandl ist in der Kunstszene von Chicago, New York sowie Europa bekannt.
Seit 1988 lebt Brandl vorwiegend in der Schweiz. 

## Ausstellungen (Auswahl)
Seine Arbeiten wurden unter anderem von Galerien und Museen in der Schweiz, Deutschland, Italien, Ägypten, der Karibik sowie in Städten wie Paris, Moskau, Chicago, Los Angeles oder New York gezeigt. Zu seinen jüngsten Ausstellungen zählen „Malerei-Installationen“ in St. Gallen, Berlin und Zürich, und ein Performance-Vortrag in documenta 13 in Kassel in 2012. Sein neuestes Projekt, das 2017 eingeleitet wurde, ist eine Vortragsreihe zur Kunstgeschichte. Die Vorlesungen werden selbst zur Kunst, besonders weil die Referate auf der Bühne von Gemälde und "Malerei-Installationen" zur Aufführung kommen.

## Öffentliche Sammlungen
Einige seiner Werke wurden vom Museum of Modern Art in New York, dem Whitney Museum in New York, dem Museum of Contemporary Art in Chicago, dem Victoria und Albert Museum in London, dem Kunstmuseum Thurgau in der Kartause Ittingen, dem Kunstmuseum St. Gallen, dem Museum of Contemporary Art (Los Angeles), der Graphischen Sammlung der ETH Zürich, dem International Museum of Cartoon Art, dem Kunstmuseum Olten aufgenommen.

## Publikationen
Als Kunstkritiker schreibt er regelmäßig als Corresponding Editor für die Zeitschriften The Art Book (London), Art in America (New York) und für Sharkforum. Er ist zudem Mitarbeiter beim Podcast Bad at Sports, und hat einen eigenen Podcast: „Dr Great Art“.